# Poppone I di Grapfeld
Poppone I di Grapfeld (... – 839-841) fu un conte franco di Grabfeld tra l'819 e l'839.

## Biografia
Come nipote di Enrico, conte nell'Alto Rheingau, era un discendente del conte della dinastia robertingia Cancoro, e quindi un membro del ramo dei Popponidi.
Poppone fu un "uomo di spicco dei Franchi" nell'838-839, quando lui e diversi altri nobili, tra cui Gebeardo, conte di Lahngau, il conte Adalberto di Metz e l'arcivescovo Autcario di Magonza, si ribellarono assieme a Ludovico il Germanico contro l'imperatore Ludovico il Pio.
Poppo era probabilmente il padre, o il nonno, del duca di Franconia Enrico, dei margravi di Turingia Poppone II e Egino.

## Matrimonio e figli
Egli sposò una donna dal nome sconosciuto della stirpe degli Hattonidi, sorella del sopracitato Adalberto di Metz, di Hatto di Nassau e di Banzleib.